# Лопатин, Андрей Сергеевич
Андре́й Серге́евич Лопа́тин — российский программист, один из создателей социальной сети «ВКонтакте» и мессенджера Telegram, двукратный чемпион мира по спортивному программированию, тренер команды СПбГУ по спортивному программированию.

## Биография
Андрей Лопатин родился в Санкт-Петербурге в семье педагогов. Он учился в лицее № 239, 11 класс закончил в школе № 238 в экспериментальном классе, где изучали латынь, древнегреческий язык, философию, востоковедение и античную культуру. В 1990-х впервые получил доступ к компьютеру и попытался писать на нём программы на Basic. В восьмом классе уже писал программы на Assembler. Лопатин активно участвовал в олимпиадах по информатике, на одной из которых познакомился с Николаем Дуровым, старшим братом Павла Дурова.
После школы Лопатин поступил в СПбГУ, в период учёбы увлёкся алгоритмами. Будучи студентом, вместе с друзьями Николаем Дуровым и Олегом Етеревским, Лопатин взломал сеть организаторов всемирной олимпиады по программированию и разослал сообщения всем участникам, после чего их команда была дисквалифицирована. В 2000 и 2001 годах совместно с Николаем Дуровым выиграл ACM-ICPC, к соревнованиям их готовила старший преподаватель факультета информационных технологий и программирования СПбГУ Наталья Вояковская.
В 2009 году победил в открытом личном чемпионате Topcoder Open.

## Карьера
Около 2008 года, на ранних этапах развития «ВКонтакте» Николай и Павел Дуровы пригласили Лопатина в команду, вместе с Николаем он занимался разработкой кода и системы оптимизации, по мере роста компании занял должность заместителя технического директора.
С 2012 года Лопатин стал работать над протоколом Telegram и возглавил российское юрлицо компании, однако был уволен Дуровым в октябре 2014 года.
С 2015 года возглавил отдел разработки алгоритмов в Veeroute.

## Педагогическая деятельность и тренерство
Лопатина называют одним из самых одарённых программистов мира. В 2006 году он пришёл работать на кафедру системного программирования математико-механического факультета СПбГУ. После ухода Вояковской, Лопатин занял место тренера команды СПбГУ по спортивному программированию и уже в 2008 году команда под его руководством заняла XI место на чемпионате мира по программированию ACM-ICPC. За ними последовали IX место в 2010 году, IV в 2011-м и V в 2013-м. В 2014 и 2016 годах под руководством Лопатина команда СПбГУ стала победителем ACM-ICPC.
В 2022 году команда под руководством Лопатина заняла десятое место на олимпиаде ACM-ICPC.

## Личная жизнь
Лопатин женат, у супругов двое детей.